# Pegasus lancifer
Pegasus lancifer е вид лъчеперка от семейство Pegasidae.

## Разпространение и местообитание
Видът е разпространен в Австралия (Виктория, Западна Австралия, Тасмания и Южна Австралия).
Обитава крайбрежията и пясъчните дъна на полусолени водоеми, морета, заливи и рифове в райони с умерен климат. Среща се на дълбочина от 20 до 60 m, при температура на водата от 15 до 16 °C и соленост 35,4 – 35,5 ‰.

## Описание
На дължина достигат до 9,1 cm.